# Катакази, Гавриил Антонович
 Гавриил Антонович Катакази  (греч. Κατακάζης Γαβριήλ; 17 июля 1794 — 25 апреля 1867) — русский дипломат, действительный тайный советник, «апостол» тайной греческой революционной организации Филики Этерия. В 1833—1843 гг. посол России в Греции.

## Происхождение
Катакази — русский аристократический род, происходивший из «греческих константинопольских дворян». Антона Катакази, патриарх семейства, эмигрировал с сыновьями в Россию в 1807 году. Катакази стали большими землевладельцами в восточной Молдавии, перешедшей под Российский контроль согласно договору 1812 года.
Двое сыновей Антона Катакази от брака его с Еленой Фетала были вовлечены в Российскую политику. Старший сын, Константин, был губернатором Бессарабской губернии с 1818 по 1825 год. Будучи женат на княжне Ипсиланти, сестре Александра Ипсиланти и Дмитрия Ипсиланти, Константин активно поддерживал тайное революционное греческое общество Филики Этерия и военные действия Александра Ипсиланти в Молдавии и Валахии. Александр Ипсиланти провёл в доме своей сестры 4 месяца до того как перешёл Прут в феврале 1821 года.
Младший сын, Гавриил Антонович Катакази стал русским дипломатом. Он родился в Константинополе и имя своё получил в честь деда по матери, Гавриила Фетала, великого логофета Вселенской Патриархии в Константинополе.

## Дипломатическая карьера и революционная деятельность
Будучи ребёнком, был перевезён родителями сначала в Бухарест, а после в Киев. Получил домашнее образование под руководством французского аббата. В 1807 году был зачислен сержантом на военную службу. В июле 1815 года принят на дипломатическую службу в чине коллежского советника в канцелярию графа Каподистрия.
В 1816 году был назначен в российскую миссию в Константинополь при графе Г. А. Строганове. Катакази был посвящён в тайное греческое революционное общество Филики Этерия в июне 1818 года этеристом Хрисоспатисом. В 1818 году, на сходке в Константинополе, ему, как секретарю русской миссии, были предоставлены все контакты Общества в России и была дана задача посвятить в Общество семейство Ипсиланти, с которым он находился в родственной связи. Катакази был назван одним из 12 «Апостолов» Общества с регионом деятельности в России.
«Апостол» Катакази в конце 1818 года, по пути в Москву, встретился в Кишинёве с Николаем Ипсиланти и посвятил его в Общество. Николай посвятил в Общество Георгия Ипсиланти в 1819 году и тот, в свою очередь, Димитрия Ипсиланти в начале 1820 года. Трое братьев пытались посвятить в Общество генерал-майора Александра Ипсиланти, который был адъютантом императора Александра I. Александр Ипсиланти отказался. Однако когда в конце 1820 года Э. Ксантос предложил Александру руководство Обществом, он уже знал о его существовании и был готов возглавить его
.
В 1821 году Катакази вернулся в Петербург и поступил на должность личного секретаря графа Каподистрия. За службу в миссии он получил орден Св. Анны 2 ст. и жалование в размере 8 тыс. рублей ассигнациями. В ноябре 1826 года был определён в комиссию, учреждённую для рассмотрения требований России к Османской империи. Как представитель от Министерства иностранных дел, 8 октября 1827 года Катакази был назначен на флот советником адмирала Гейдена по греческим делам. В этой должности он находился на линейном корабле «Азов» в сражении при Наварине 8 ноября 1827 года. В 1830 году был назначен в комиссию статс-секретаря Д. В. Дашкова, учреждённой для управления делами Молдавии и Валахии, с производством в действительные статские советники.

## Посол в Греции

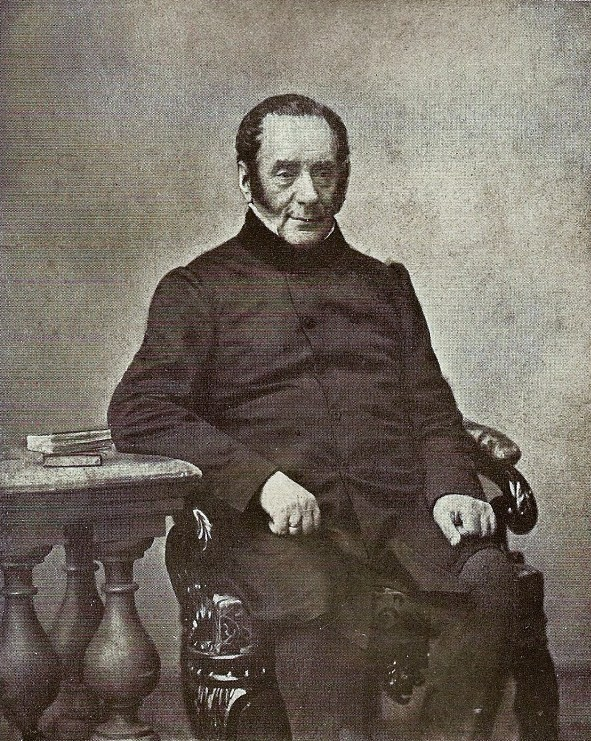
Гавриил Антонович Катакази

В 1833 году он был отправлен с особым поручением в Баварию и в августе того же года назначен чрезвычайным российским посланником при греческом короле баварце Оттоне. В Афинах Катакази, как и его британский и французский коллеги, был вовлечён в политическую борьбу, интриги и противоборство за влияние в только что воссозданном греческом государстве
.
Катакази своим вмешательством в политические дела страны зашёл так далеко, что финансировал газету Спаситель (греч .Σωτήρ), которая требовала от Оттона предоставления Конституции.
Катакази действуя не столько как дипломат, а как «более эллин, нежели остальные эллины», способствовал в 1839 году заговору «друзей Православия» предъявивших ультиматум королевской чете принять православие или отречься от престола
. Россия в лице своего «энергичного посла Катакази» преследовала цель смены королевской династии, но никак не строя и, в особенности, заменой его конституционным строем, который вызывал отвращение у консерватора и абсолютиста императора Николая I
.
Катакази, поддерживая сторонников Конституции, полагал что Оттон никогда не пойдёт на уступки и предпочтёт отречься. Это, по его и российским планам, должно было создать предпосылки для возведения на престол православного монарха.
Есть вероятность того, что Катакази или лидер «русской партии» Метаксас посвятили в революционный заговор вождя революции 1843 года полковника Димитриоса Каллергиса, который вырос и получил образование в России и имел родственников в аристократических кругах Петербурга.
Однако, 3 сентября 1843 года, когда восставшие части и народ окружили королевский дворец, Катакази, также как послы Британии и Франции, не был пропущен к королю. Каллергис заявил: «Возникший вопрос касается греков и короля. Никто другой не имеет право вмешаться». Оттон уступил. В сопровождении послов провозгласил перед восставшими предоставление Конституции.
Николай I был разгневан. Он искал путь отстранения Оттона и возведения на престол православного монарха. Вместо этого он стал инструментом революции, ограничевшей привилегии монарха. «Я отозву этого предателя», сказал Николай французскому послу в Петербурге. «Он заслуживает расстрела. Как мой посол мог советовать Оттону подписать своё бесчестье».
Катакази был отозван в Петербург и подал в отставку. Английский историк Дайкин подводит итог следующим образом:
«Дипломатические миссии Британии, Франции и Австрии советовали Оттону быть умеренным, опасаясь что Россия сумеет навязать православного короля и сделает Грецию своим сателлитом. Но Россия не попыталась воспользоваться этим кризисом. Катакази был отозван за участие в заговоре и Россия выразила поддержку продолжению правления Оттона».

## Последующая деятельность
После отставки в течение двух лет Катакази жил с семьёй в Одессе. В 1845 году, благодаря хлопотам графа В. Ф. Адленберга, был вновь призван в Министерство иностранных дел. В 1847 году он стал сенатором. Благодаря своим знаниям в делах Востока, Катакази был постоянным советником министерства в отношениях с Турцией и балканскими народами. Принимал деятельное участие в переговорах, которые закончились Крымской войной.
В 1855 году он был назначен попечителем Харьковского учебного округа. Эту последнюю должность он занимал всего около года. Затем возвратился в Петербург и до самой смерти присутствовал в Сенате. Летом 1866 года, по пути на дачу в Царское Село, из-за неосторожности кучера Катакази был выброшен из экипажа и ушиб глаз. Эта травма отозвалась через несколько недель болями и опухолью. В апреле 1867 года он умер от рака правого глаза. Похоронен на  Лазаревском кладбище Александро-Невской лавры.

## Семья

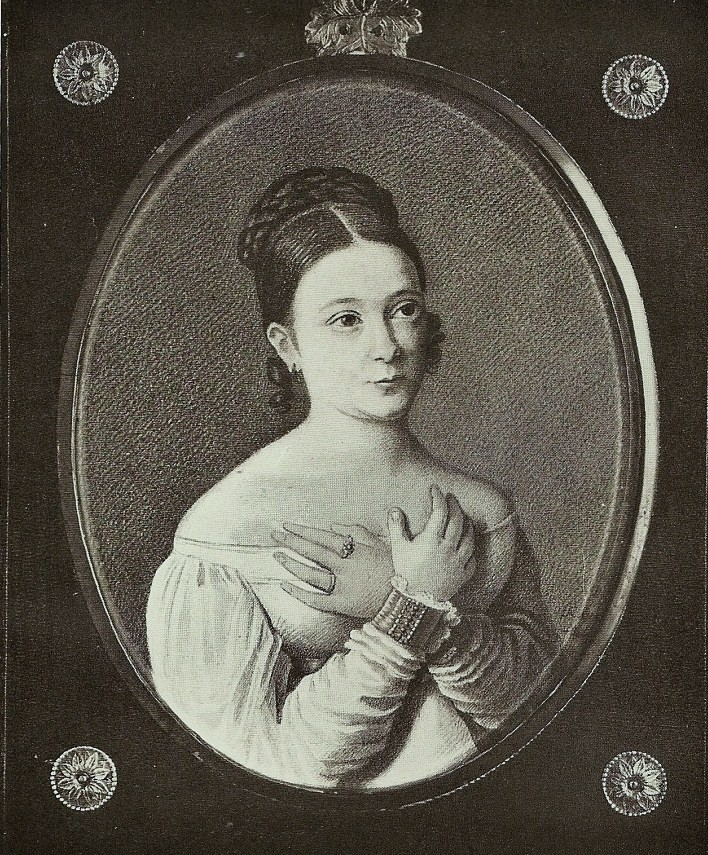
Софья Катакази (1826)

Жена (с 30 апреля 1826 года) — Софья Христофоровна Комнено (21.03.1808—02.11.1882), дочь генерала-грека Христофора Комнено; выпускница Смольного института (1824). Венчалась в Петербурге в церкви Смольного монастыря, поручителями по жениху были А. Ф. Негри и К. И. Бицов; по невесте — А. П. Бутенев и Я. А. Дашков. На склоне лет Софья Христофоровна признавалась детям, что отнюдь не была влюблена в их отца, выходя за него замуж, и в сущности долгое время очень мало его любила. Но когда она увидела его, после крушения его карьеры, столь глубоко несчастным и озабоченным лишь благом семьи, она почувствовала к нему непомерную жалость и желание, во что бы ни стало утешить, поддержать этого доброго и достойного человека, с тех пор она оценила и полюбила его. По воспоминаниям внука, госпожа Катакази была прекрасной музыкантшей и обладала прекрасным голосом, по характеру жизнерадостная, а по воспитанию и вкусам совершенно русская.
Живя с мужем в Греции, занимала в афинском обществе чуть ли не первое место, после королевы Амалии. Их дом был поставлен на широкую ногу, а гостеприимство хозяев славилось в Афинах. Учителем их детей был немецкий филолог Гейбель. Последние годы жизни провела в Париже, где и умерла от апоплексического удара. Похоронена на кладбище Пасси. Дети:
- Мария Гавриловна (1827—1901), замужем за Василием Сергеевичем Неклюдовым (1818—1880); у них сын Анатолий.
- Константин Гаврилович (1828—1890), видный дипломат, посол России в США[25].
- Елена Гавриловна (1831—1892), не замужем.
- Лев Гаврилович (1832—14.11.1864[26]), правовед, секретарь Министерства императорского двора, умер от истощения сил при умственном помешательстве в Вене, похоронен там же на православном кладбище.
- Елизавета Гавриловна (07.07.1835— ?), замужем за генерал-майором Николаем Васильевичем Есиповым.
- Александра Гавриловна (01.04.1837—02.02.1882), не замужем, умерла от восполнения мозга в Париже, похоронена на кладбище Пасси[27].
- Анна Гавриловна (21.11.1842—1874), замужем за своим двоюродным племянником Романом Семякиным (ум. 1875; сын адмирала К. Р. Семякина).
- Юлия Гавриловна (1845—1912), не замужем.